# 杜縻
杜縻（1551年—？），字惟公，號爵斋，直隸廣平府永年縣人，民籍，明朝政治人物。

## 生平
萬曆四年（1576年）丙子科順天府鄉試第八十三名，萬曆八年（1580年）庚辰科會試第一百六十九名，登三甲第一百二十七名進士。兵部觀政，初授金乡县知县，九年调繁历城县，十四年以卓异纪录，十五年选授南京兵科给事中，丁憂归乡。因弹劾大太监张鲸，萬曆二十一年（1593年）京察中被贬为长兴县丞，二十二年遷洧川知县，二十九年升扬州府同知，三十二年升淮安府知府，三十五年六月升山东按察司副使、武德兵备道，三十八年因考察去職。

## 家族
曾祖杜春；祖父杜浩，贈奉直大夫刑部員外郎；父杜秉彛，進士，曾任池州府知府。母王氏（封宜人）；前母韓氏（贈宜人）。严侍下。兄杜廓，贡士；杜赓，监生；杜序，监生；杜廕，贡士、萬曆十一年進士；杜庇，监生；弟杜庄、杜庥。